# Dalonghu Pao
Dalonghu Pao (kinesiska: 大龙虎泡) är en sjö i Kina. Den ligger i provinsen Heilongjiang, i den nordöstra delen av landet, omkring 200 kilometer nordväst om provinshuvudstaden Harbin. Dalonghu Pao ligger 135 meter över havet. Arean är 133 kvadratkilometer. Den sträcker sig 19,8 kilometer i nord-sydlig riktning, och 15,0 kilometer i öst-västlig riktning.
Genomsnittlig årsnederbörd är 733 millimeter. Den regnigaste månaden är juli, med i genomsnitt 197 mm nederbörd, och den torraste är januari, med 4 mm nederbörd.